# جيم مورين (صحفي)
جيم مورين (بالإنجليزية: Jim Morin)‏ هو رسام ورسام كارتون وصحفي أمريكي، ولد في 30 يناير 1953 في واشنطن العاصمة في الولايات المتحدة.

## وصلات خارجية
- الموقع الرسمي